# Caroline Brasch Nielsen
Caroline Brasch Nielsen (21 de junio de 1993) es una modelo danesa. Es conocida por ser el rostro de Marc Jacobs y Valentino, como también de fragancias como Fan di Fendi Blossom de Fendi, y Roses de Chloe de Chloé.

## Carrera
Caroline Brasch Nielsen fue descubierta en un pizzería de Copenhague a los quince años.  Entonces comenzó a desfilar, su primera pasarela fue la de Dries Van Noten en el Paris Fashion Week en otoño de 2010. En la misma temporada desfiló para Valentino, Balenciaga, Givenchy, Yves Saint Laurent y Chanel. Models.com la nombró ese año una de las «Top 10 novatas».
Desde entonces ha estado trabajando para Narciso Rodríguez, Thakoon, Alberta Ferretti, Nina Ricci, Herve Leger, Giambattista Valli, Elie Saab, Christian Dior, D&G, Matthew Williamson, Prabal Gurung, Tory Burch, Hugo Boss, Chloe, Fendi, Calvin Klein, Zara, Oscar de la Renta, Sonia Rykiel, Balenciaga, H&M, Burberry, Marc Jacobs y Jill Stuart como también ha sido portada o ha figurado dentro de revistas como la Vogue italiana, francesa, nipona, rusa, alemana y estadounidense. También en Harper's Bazaar, en Dazed & Confused, en las revistas W, Numéro, i-D, Cover, Interview y Elle. Ha desfilado en 2011 y 2013 en el Victoria's Secret Fashion Show.
Desde 2014 ha aparecido en Interview Magazine, Eurowoman, Garage Magazine y Numéro Rusia. Desfiló para Chanel, Mugler, Dries van Noten, Balenciaga, Nina Ricci, entre otros. Apareció en anuncios de Tory Burch, Chanel, Yves Saint Laurent y Belstaff.
En 2015 apareció en un anuncio de Swarovski en su campaña de invierno y en Akris. Apareció en Elle Dinamarca, Hobo Magazine y Numero Tokio. Hizo un catálogo para Tory Burch y desfiló para Chanel.
En 2016 apareció en anuncios de Fendi, Calvin Klein,
Realizó catálogos para Missoni, Mugler y realizó editoriales para Russh, The Line, At Large Magazine, Vogue Alemania, Costume Magazine y Love Magazine. Desfilo para Céline, Galliano, Acné Studios, Redemption, Balmain, Paco Rabanne, DSquared2, Ferragamo, Sportsmax, Fay, Proenza Schouler y Salavatore Ferragamo. En 2017 figuró en Elle Dinamarca, Vogue Taiwan, Vogue Rusia Harper's Bazaar Reino Unido y King Kong Magazine, como también desfiló para Dries Van Noten.
En 2018 abrió su propia tienda de ropa en línea, CBN Vintage. Ese mismo año apareció en un anuncio de Nina West, desfiló para The Row y realizó un catálogo para models.com.

## Vida personal
El 11 de agosto de 2018 se casó con Frederik Bille Brahe, a quien conoció en uno de sus restaurantes en Copenhague y con el que llevaba comprometida desde febrero de ese año.